# Antoni Wiktor Habsburg
Antoni Wiktor Habsburg (niem. Erzherzog Anton Viktor Joseph Johann Raimund von Österreich, ur. 31 sierpnia 1779 we Florencji, zm. 2 kwietnia 1835 w Wiedniu) – arcyksiążę, wielki mistrz zakonu krzyżackiego w latach 1804–1835, wicekról lombardzko-wenecki w latach 1816–1818.

## Życiorys
Urodził się we Florencji. Był ósmym synem cesarza Leopolda II Habsburga i Marii Ludwiki Burbon, księżniczki hiszpańskiej. Od młodych lat przygotowywany do kariery wojskowej, z której zrezygnował w 1801 roku dla stanu duchownego. W latach 1801–1803 był biskupem w Münster i arcybiskupem w Kolonii. W 1803 roku został wyznaczony przez starszego brata Karola Ludwika Habsburga koadiutorem wielkiego mistrza zakonu krzyżackiego. 1 lipca 1804 roku bez większych przeszkód objął zwierzchnictwo nad tą kongregacją. Powiadomił o tym wydarzeniu wszystkich znaczących monarchów europejskich.
Czas urzędowania Antoniego Wiktora Habsburga na stanowisku wielkiego mistrza nie był najszczęśliwszy dla Zakonu krzyżackiego. Organizacja ta nieodwracalnie utraciła w czasie wojen napoleońskich większość swoich posiadłości w Niemczech i stała się całkowicie uzależniona od Domu Habsbursko-Lotaryńskiego. W 1817 roku po zakończeniu Kongresu wiedeńskiego zwrócono Krzyżakom część ich dóbr w południowym Tyrolu. Liczba członków zgromadzenia była niewielka. Brak utraconych seminariów nie sprzyjał wzrostowi powołań.
Wielki mistrz prawie wcale nie zajmował się sprawami zakonu, którego centrala od 1804 roku mieściła się w Wiedniu. Poświęcał się natomiast działalności w instytucjach gospodarczych i związkach kulturalnych. Był członkiem Towarzystwa Rolniczego i Towarzystwa Miłośników Muzyki. Interesował się botaniką. Zainicjował powstanie wielu ogrodów botanicznych.
Pochowany jest w kościele Kapucynów w Wiedniu.